# Chiesa delle Sante Maria e Marta
La chiesa delle Sante Maria e Marta (in tedesco: Maria-und-Martha-Kirche) è un luogo di culto luterano di Bautzen, in Germania.

## Storia
Una prima chiesa dedicata alle sorelle Maria e Marta di Betania era già presente a Bautzen nel 1359, nell'area della Steinstraße. In un documento successivo del 1382, alla chiesa è associato uno stabilimento ospedaliero, che reca il suo stesso nome.
Fra il XV e il XVII secolo, i due edifici furono distrutti dal fuoco ed in seguito ricostruiti per tre volte: nel 1488, nel 1620 e nel 1686.
Nel 1870, il consiglio comunale decise di abbattere la vecchia chiesa e di costruirne una nuova in uno dei quartieri appena creati nell'area orientale della città, in espansione. La nuova chiesa venne costruita tra il 1888 e il 1891 su progetto dell'architetto Christian Schramm, in stile neogotico.
Nel 1971 è stata restaurata internamente, specialmente nell'area presbiterale, e, nel 1975, venne riparata l'alta cuspide del campanile, danneggiata da una tempesta.

## Descrizione
La chiesa delle Sante Maria e Marta è un edificio in stile neogotico.
L'esterno è dominato dall'alta torre campanaria che, alla sommità della cuspide piramidale di copertura, misura 68 metri. Alla base della torre, si trova il grande portale, con profonda strombatura sorretta da colonnine marmoree e acuta ghimberga triangolare, è adornato da una lunetta in pietra chiara scolpito a bassorilievo e raffigurante: Gesù fra le sante Maria e Marta; nella ghimberga, si trova un secondo bassorilievo con l'Agnello di Dio. Ai lati del portale, poi, si trovano le statue dei quattro evangelisti.
L'interno della chiesa, a croce latina con transetto poco profondo, è a sala, diviso in tre navate della medesima altezza e coperte con volta a crociera da due file di pilastri in pietra a pianta cruciforme. Le navate laterali sono sormontate dal matroneo.
L'abside poligonale ospita il presbiterio. Esso ospita l'altare, il fonte battesimale e il pulpito marmorei. Le tre grandi vetrate policrome che illuminano l'abside sono moderne, del 1971, e raffigurano Gesù che insegna.
Sulla cantoria in controfacciata, si trova l'organo a canne Eule opus 526, costruito nel 1985. Lo strumento, a trasmissione mista, meccanica per i manuali e il pedale, pneumatica per i registri, ha 36 registri; la sua consolle dispone di due tastiere e pedaliera.